# Ryūji Ishizue
Ryūji Ishizue (石末 龍治?, Ishizue Ryūji; Prefettura di Hyōgo, 22 luglio 1964) è un allenatore di calcio ed ex calciatore giapponese, di ruolo portiere, preparatore dei portieri dell'Albirex Niigata.

## Carriera

### Calciatore
Ha militato nel Yokohama Flügels e nel Vissel Kobe.

### Allenatore
Ritiratosi dall'attività agonistica è divenuto allenatore di portieri.